# Pierre Emmanuel Félix Chazal
Pierre Emmanuel Félix, baron de Chazal, född 1 januari 1808 och död 25 januari 1892, var en belgisk militär.
Chazal började sin bana som köpman i Bryssel men deltog med iver i 1830 års revolution och krig mot Holland, blev generalintendent och 1831 överste. Efter freden befordrades Chazal till brigadgeneral och 1847 till divisionsgeneral. Han var 1847-50 och 1859-66 belgisk krigsminister och arbetade mitiskt för Antwerpens befästande men uppträdde senare mot Brialmots befästningsförslag.